# ستايسي هاريس
ستايسي هاريس (بالإنجليزية: Stacy Harris)‏ هو ممثل أمريكي، ولد في 26 يوليو 1918 في الولايات المتحدة، وتوفي في 13 مارس 1973 بلوس أنجلوس في الولايات المتحدة.

## وصلات خارجية
- ستايسي هاريس على موقع IMDb (الإنجليزية)
- ستايسي هاريس على موقع أول موفي (الإنجليزية)
- ستايسي هاريس على موقع قاعدة بيانات برودواي على الإنترنت (الإنجليزية)
- ستايسي هاريس على موقع ديسكوغز (الإنجليزية)
- ستايسي هاريس على موقع قاعدة بيانات الفيلم (الإنجليزية)